# Чечітка гірська
Чечітка гірська (Carduelis flavirostris) — птах з роду щиглик (Carduelis) підродини щиглевих (Carduelinae) родини в'юркових (Fringillidae).

## Опис
За розмірами і формою гірські чечітки схожі з коноплянками. Довжина тіла досягає 13-13,5 см, маса — 15-19 г. На відміну від коноплянок, у них на грудях відсутні червоні плями. За верхньої частини тіла проходять коричневі плями, огузок чорного кольору. Колір нижньої частини коливається від кольору шкіри буйвола до білуватого. Дзьоб конічної форми, взимку жовтого кольору, влітку — сірого.
Голос складається з швидких трелей і щебету.

## Поширення
Цей птах гніздиться в Північній Європі і по всій Центральної Азії. Частина гірських чечіток веде осілий спосіб життя, але більшість з них мігрує далі на південь або до узбережжя морів.
В Україні рідкісний залітний взимку в лісовій і лісостеповій смугах.

## Спосіб життя
Гірські чечітки можуть утворювати великі зграї поза сезоном розмноження, іноді в поєднанні з зябликами, на узбережжях і солончаках. Живляться переважно насінням рослин, які збирають на землі, рідше на деревах. У раціон  входять насіння солеросу, айстри солончакової, амарантових і айстрових.

## Розмноження

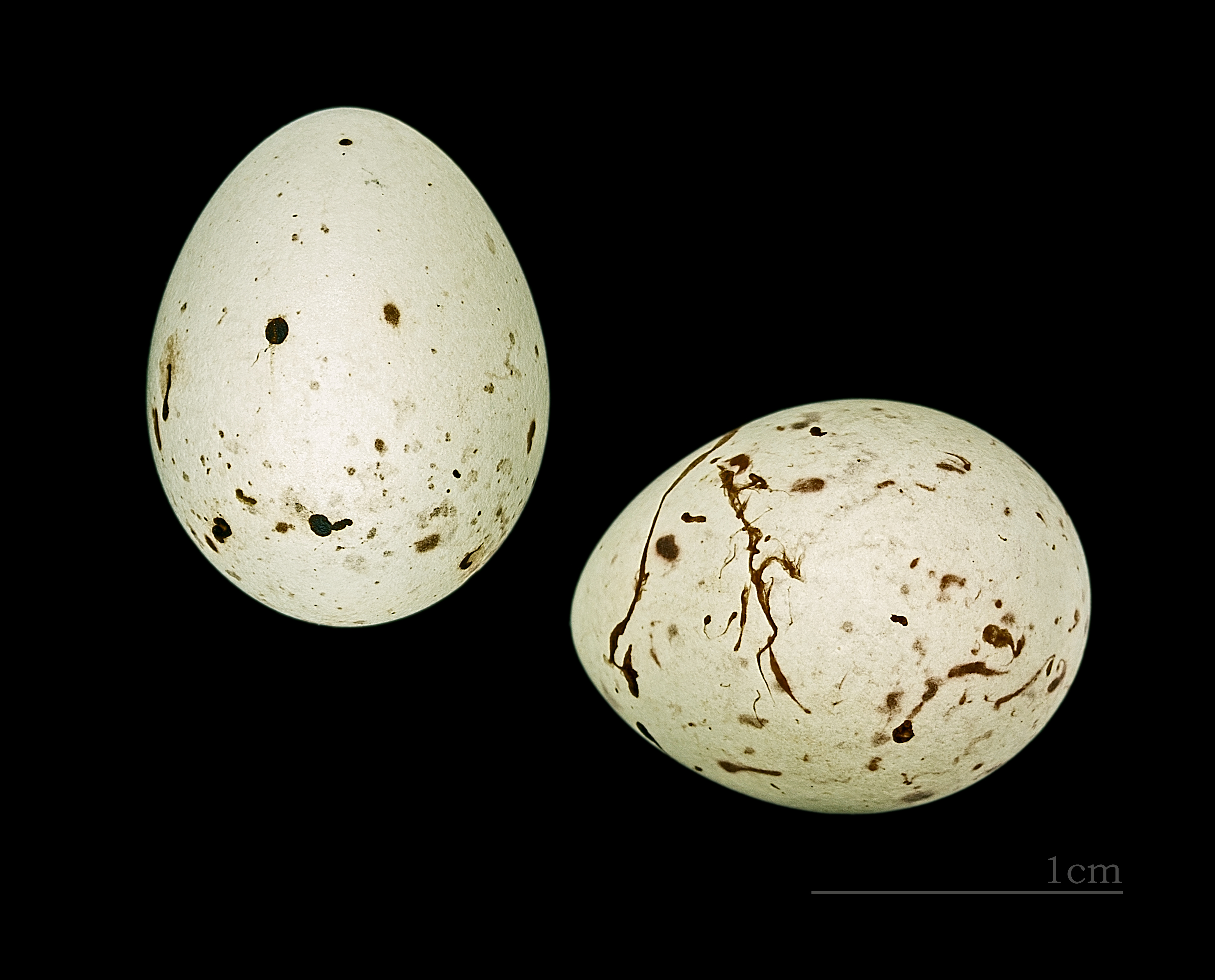
Яйця гірської чечітки

Розмножуються в безлісій болотистій місцевості. Гнізда будують в основному самки, частіше в кущах. У кладці 4-7 яєць. Інкубаційний період триває від 12 до 13 днів. Насиджує тільки самка, самець приносить їй корм. Виводковий період триває 15 днів.
Максимальна тривалість життя в дикій природі — 6,1 рік.